# Mono-oxygenase

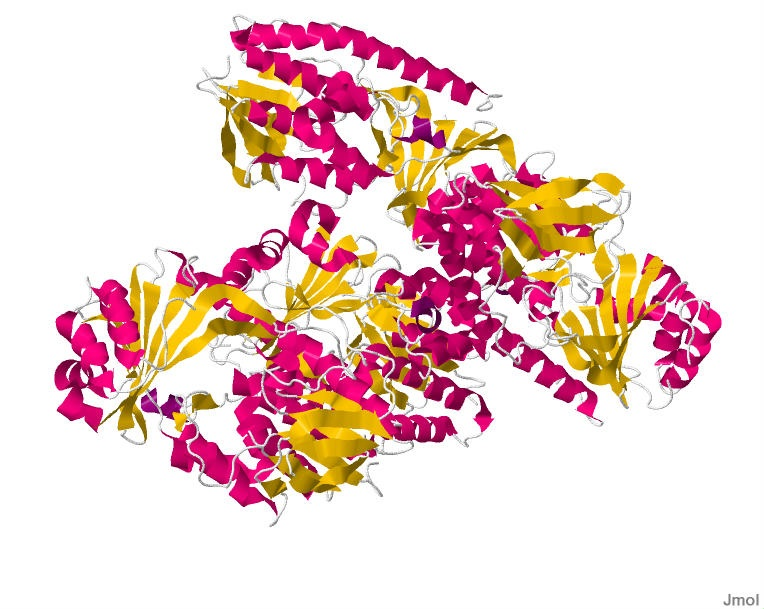
Structuur van TetX-mono-oxygenase in complex een cycline-eiwit

De mono-oxygenasen vormen een groep enzymen die in staat zijn om een hydroxylgroep te binden aan hun substraat. De enzymen komen voor in veel verschillende stofwisselingsroutes. Bij deze binding wordt een dizuurstof-molecuul (O2) gereduceerd tot een hydroxylgroep (OH) en een watermolecuul (H2O). Daarbij reageert NAD(P)H als oxidator. De mono-oxygenasen worden geclassifeerd als oxidoreductasen omdat ze betrokken zijn bij de katalyse van een redoxreactie.

## Functie
Mono-oxygenase is onder andere betrokken bij intercellulaire communicatie. Een van de belangrijkste mono-oxygenasen, het cytochroom P450 omega-hydroxylase, wordt in de cel gebruikt om arachidonzuur om te zetten in het signaalmolecuul 20-hydroxyeicosatetraeenzuur of om andere signaalmoleculen te inactiveren, bijvoorbeeld door hydroxylering van leukotrieen.